# Пловни путеви, бродоградња, бродарство (часопис)

Пловни путеви, бродоградња, бродарство је стручни часопис посвећен питањима из области водног саобрађаја, бродоградње и бродарства. Излазио је у Београду од 1979. до 1991. године, а издавао га је Институт техничких наука Српске академије наука и уметности. Главни и одговорни уредник часописа био је Бранислав Билен, директор Института од 1981. до 2001. године.